# Iglesia de San José de Espita
La iglesia de San José de Espita es una iglesia católica ubicada en la villa de Espita, en Yucatán, México.

## Historia
La iglesia fue construida a principios del siglo XVII como una parroquia dedicada a San José; a diferencia de otras construcciones religiosas yucatecas, la iglesia de Espita compartía un centro ceremonial de los antiguos pobladores.
La iglesia se incendió el 3 de mayo de 1738 y fue reconstruida años más tarde. La torre sur fue terminada en 1750, con Simón de los Santos Segura como párroco.
En 1875 fue construido el atrio, mismo que, al igual que el enverjado, fue retirado en 1911 por órdenes del comandante militar Gordiano Ortiz, y que fue repuesto años más tarde.
La bóveda de la iglesia se derrumbó a las 22:45 del 22 de octubre de 1905, sin causar heridos; las obras de reconstrucción comenzaron el 22 de febrero de 1908 bajo el cargo del presbítero José Piñán y Fuente.
Durante 1915, bajo el gobierno estatal de Salvador Alvarado, la iglesia fue convertida en cuartel militar, por lo que se suspendieron los actos religiosos. La imagen del Niño Dios —santo patrón del pueblo junto con San José— fue tomada por los habitantes de la villa para que Esta fuera escondida entre las casa de los mismos y la gente pudiera acudir a él para rezarle.
En 2004 y más tarde, en 2007, fueron realizadas labores de mantenimiento para retirar vegetación y basura, impermeabilizar y reponer el acabado de la azotea. A la fecha el edificio es parte del Patrimonio Cultural Arquitectónico de Yucatán.

## Arquitectura
La iglesia es de estilo franciscano.
El inmueble consta de una nave central y de dos torres, norte y sur. La iglesia está rodeada por un atrio, mismo que sirve de espacio para el acceso al edificio.
Las dos torres son tres campanarios escalonados con la cumbre redondeada por un domo, las cornisas de la torre tenían pequeños pináculos ornamentales de los cuales solo quedan los restos. Al igual que en la iglesia de Peto, el porche y la ventana coral están enmarcados por un gran arco empotrado ornamentado con relieves florales y establecido sobre grandes pilastras. Por encima de la entrada principal se encuentra el tallado en relieve de un ángel, coronado por un parapeto de piedra tallada. A los lados de la puerta se encuentran leones y estrellas labrados bajo relieve en estuco, igualmente varios nichos con arcos de herradura dan un toque decorativo.
Además de la estructura central, la iglesia tiene una pequeña capilla al sureste de la construcción, misma que contiene una cruz de madera en el interior de alrededor de un metro de alto.

## Galería

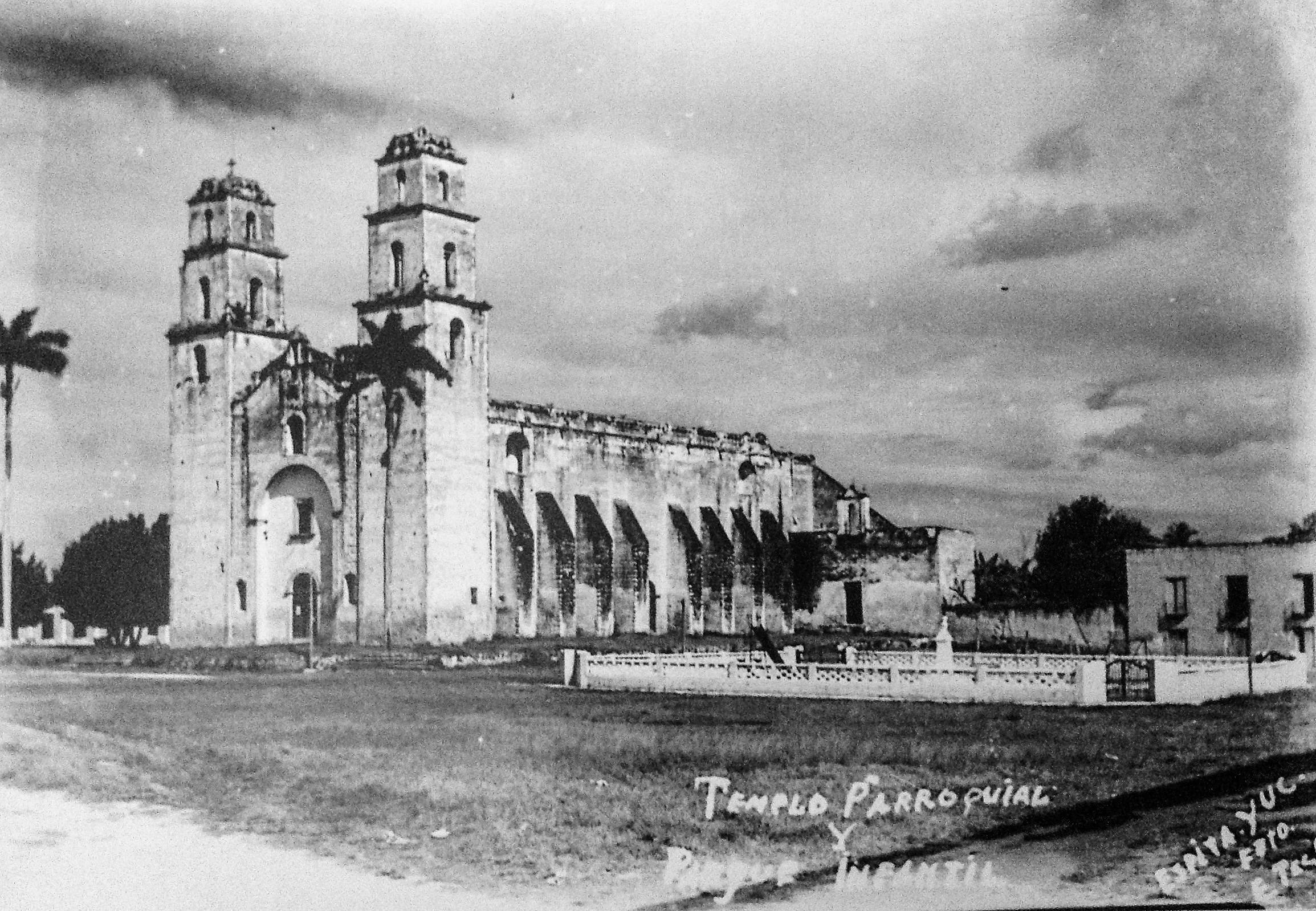
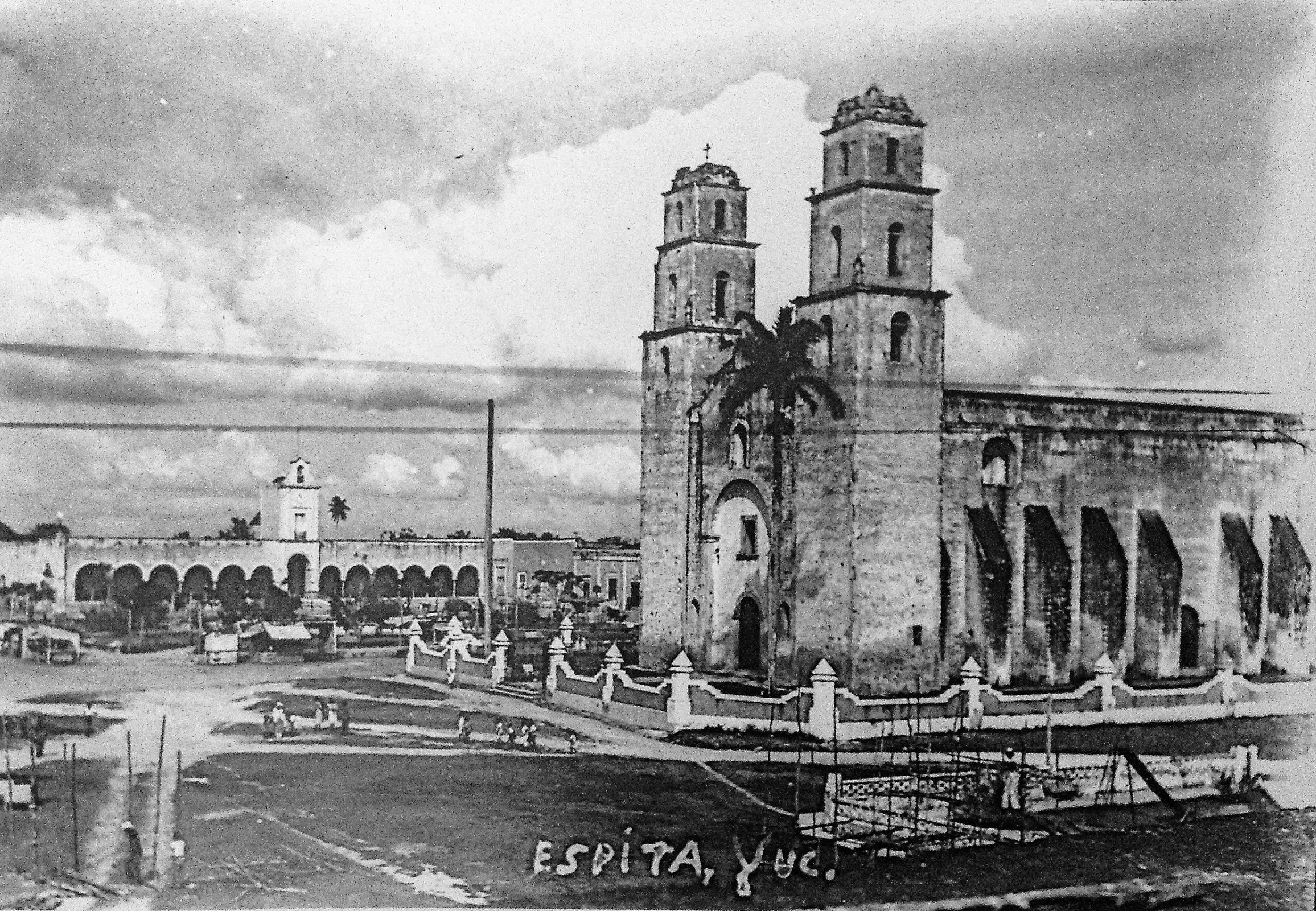
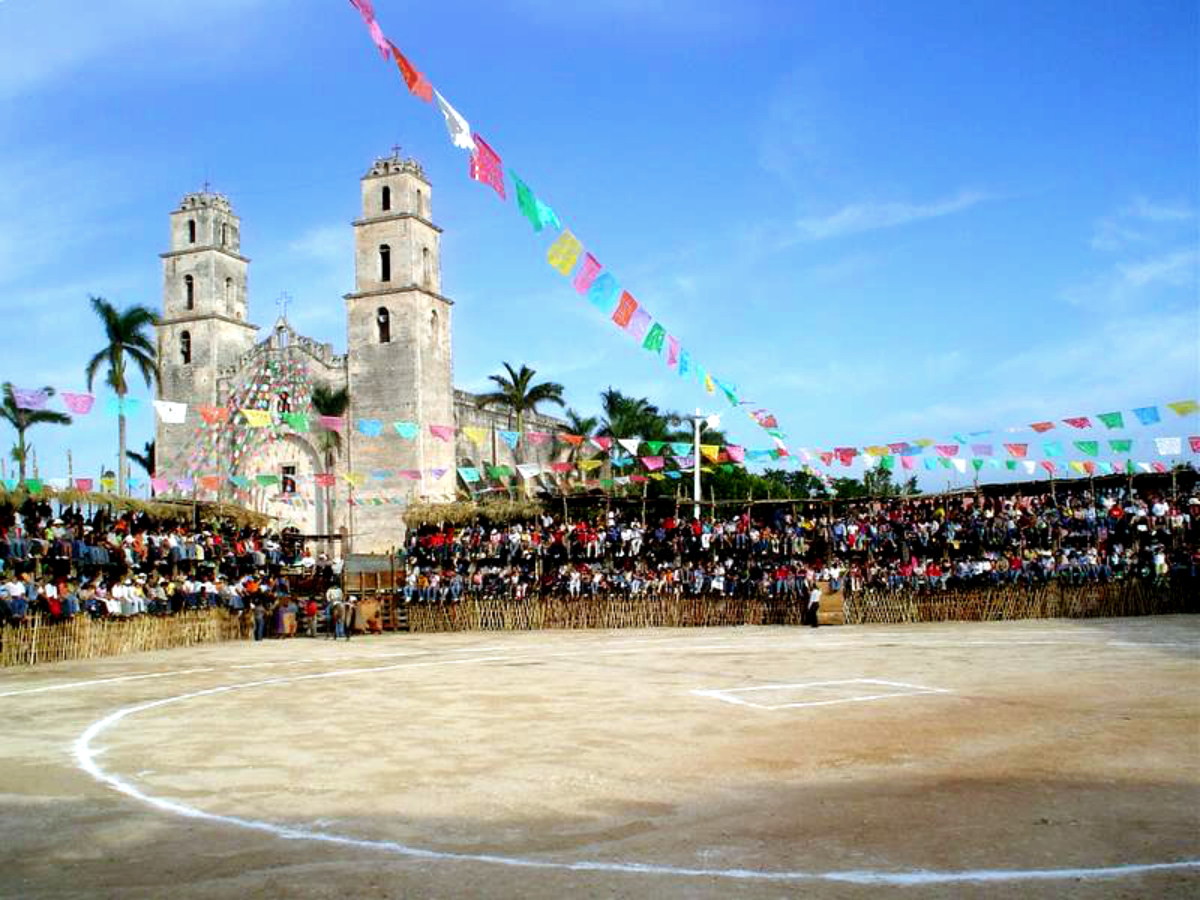
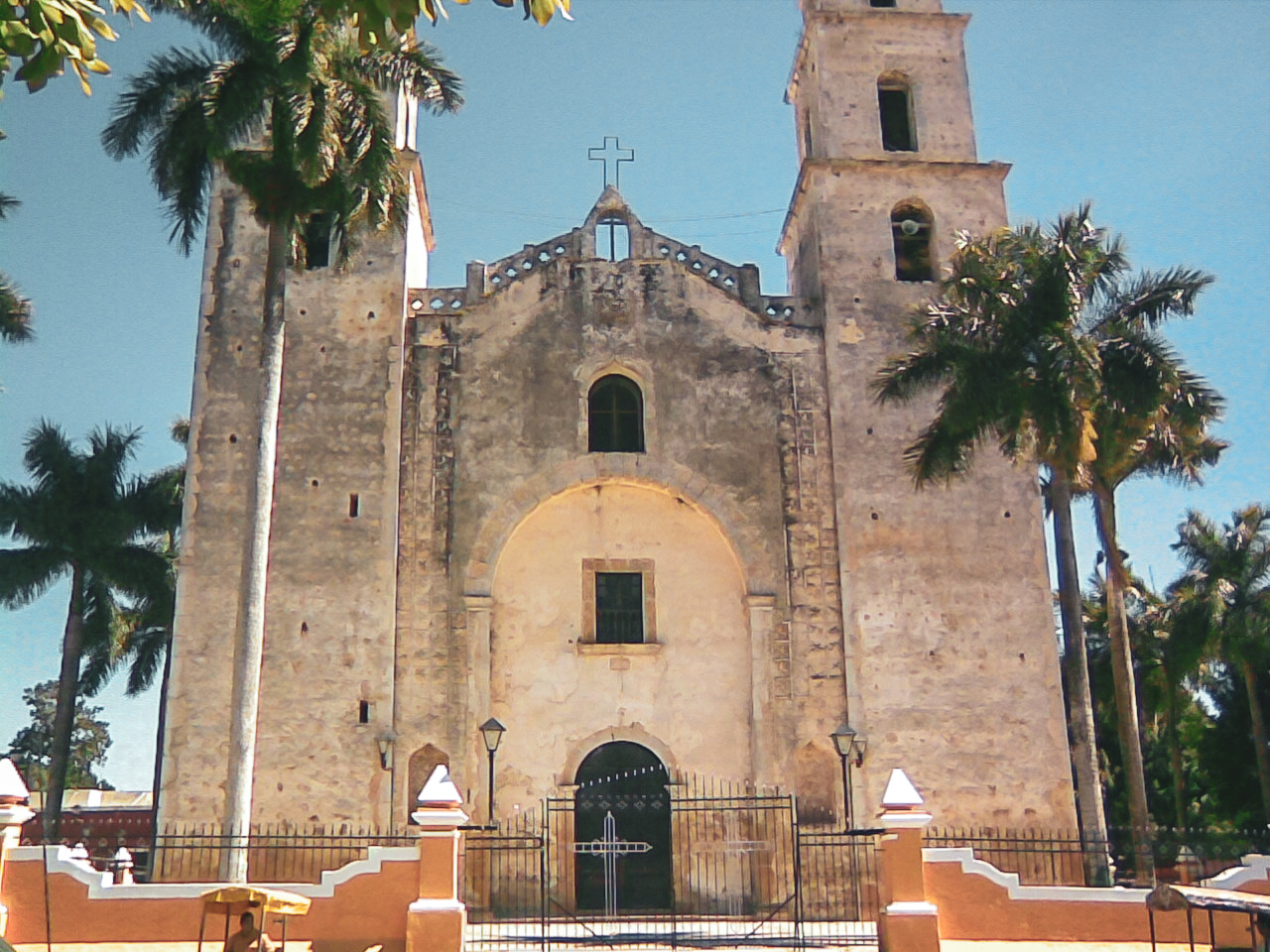
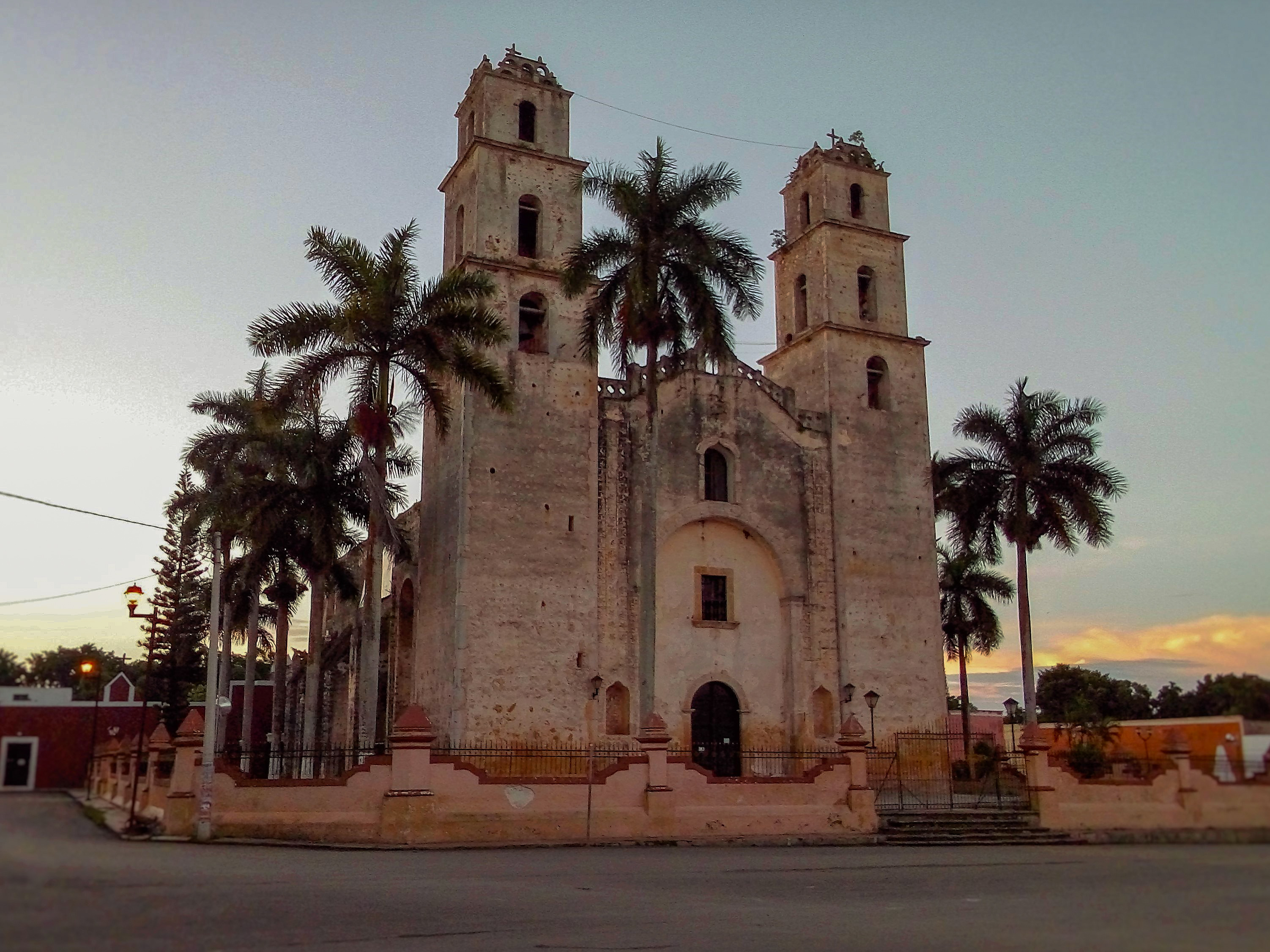
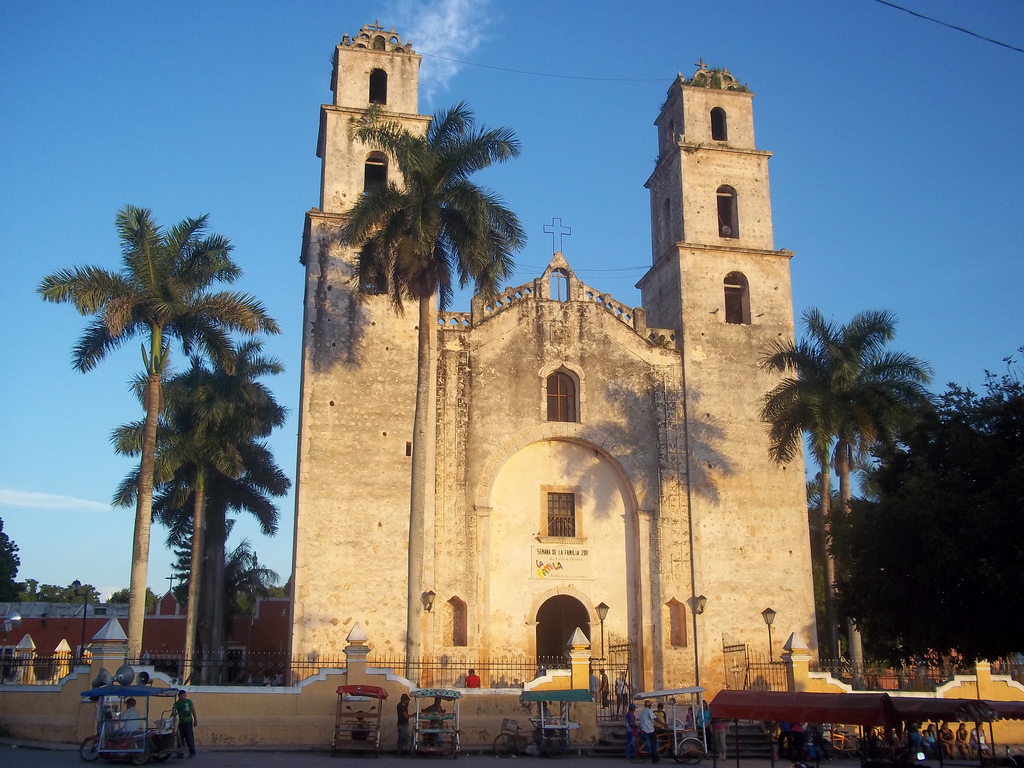
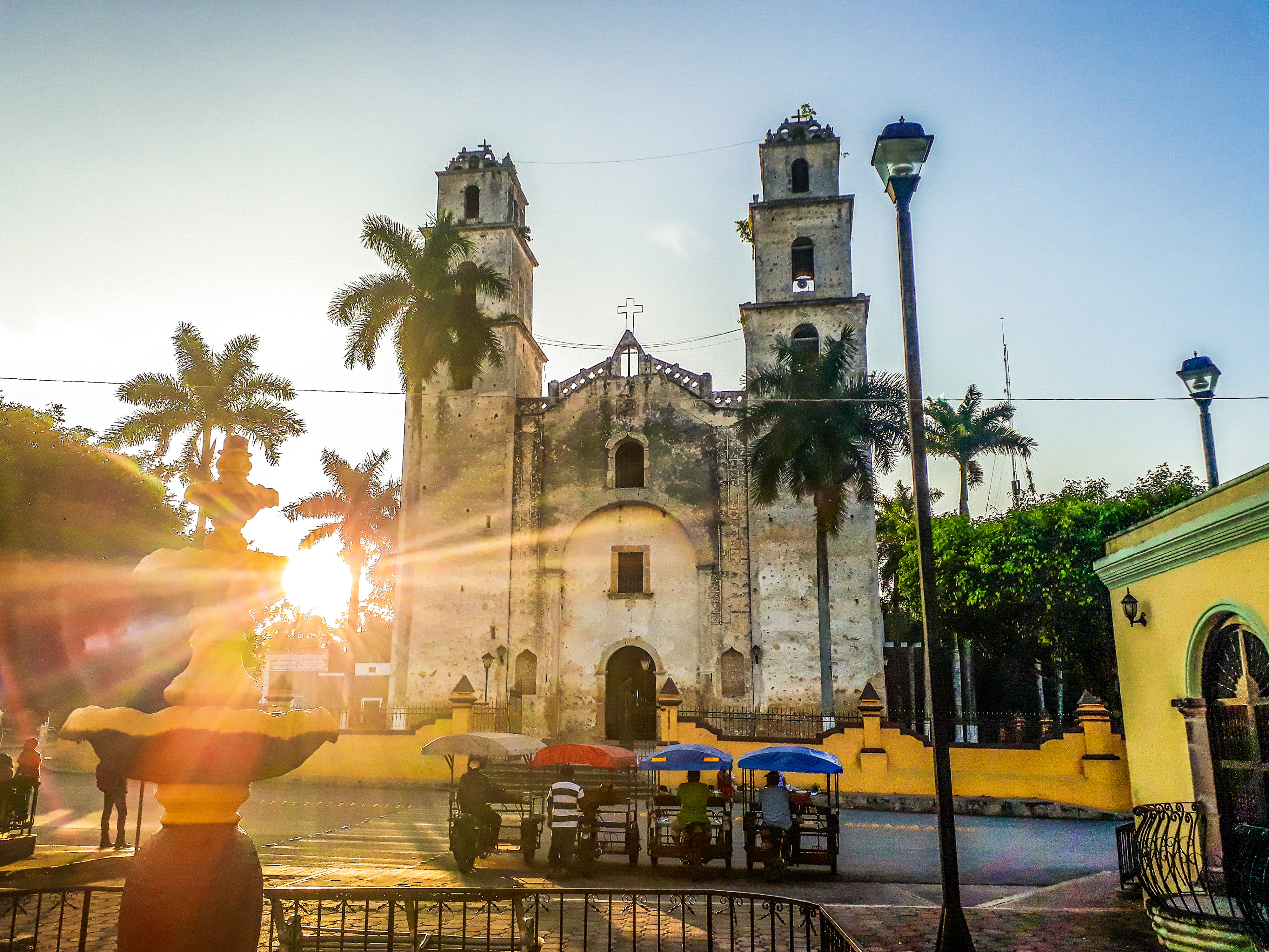
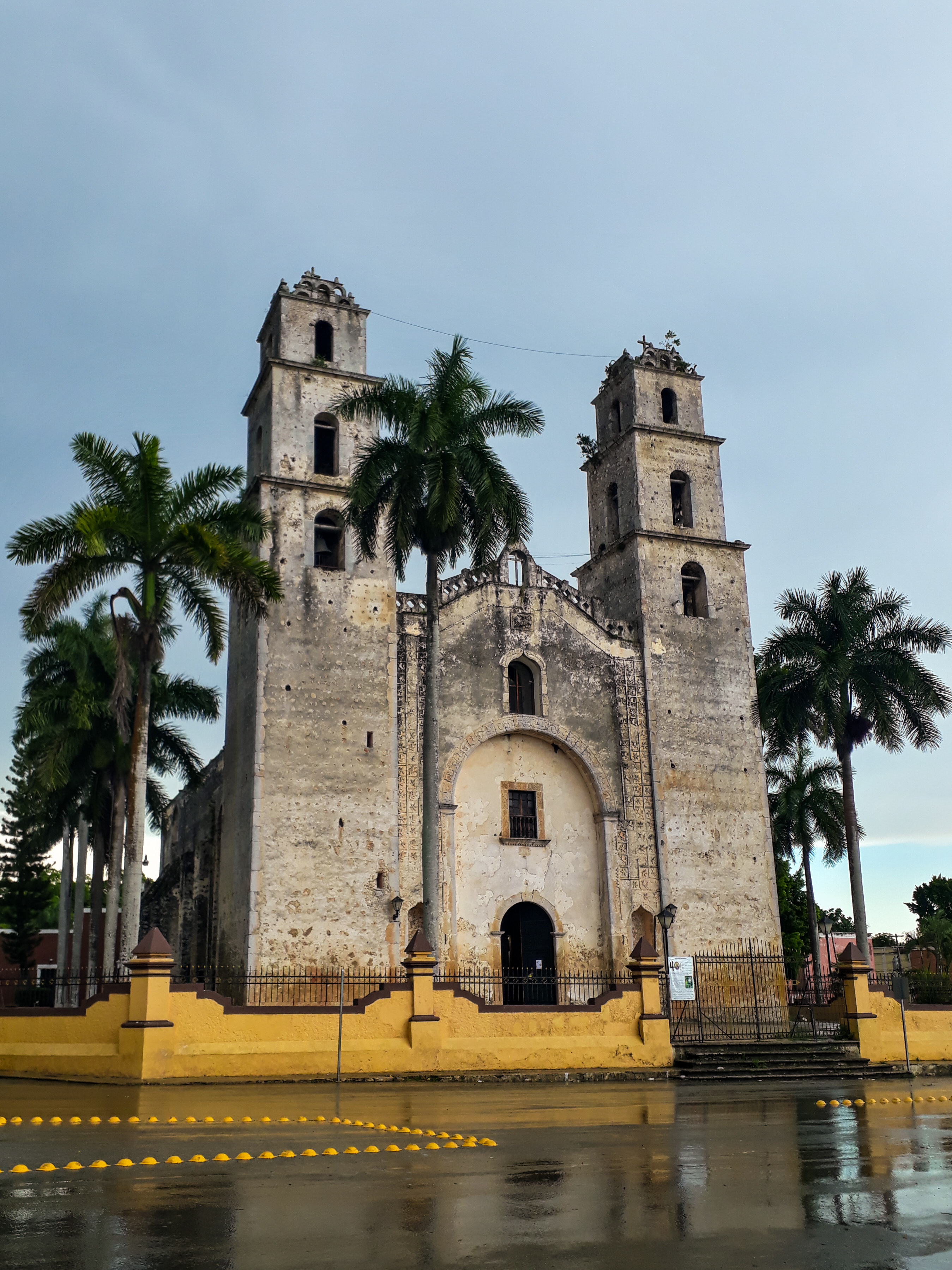
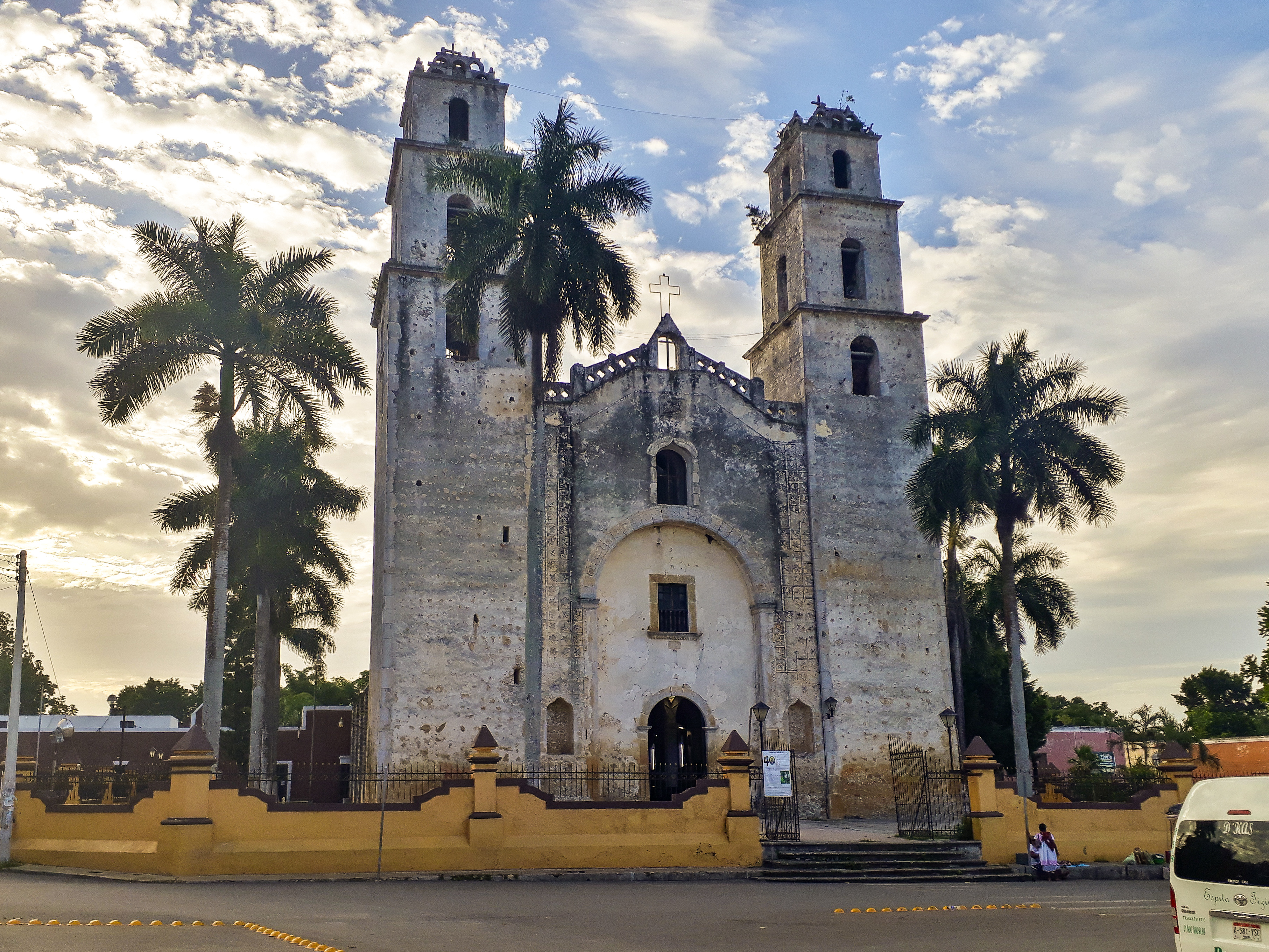